# Parco Minerario Naturalistico di Gavorrano
Der Parco Minerario Naturalistico di Gavorrano ist der umfassendste Bergwerk-Dokumentationspark innerhalb des seit 2002 bestehenden Nationalparks der „Erzhügel“ (Colline Metallifere) in der südlichen Toskana ( Parco Tecnologico ed archeologico delle Colline Metallifere). Er erstreckt sich auf rd. 1000 ha über die Hügel südlich des Kernorts (capoluogo) der Gemeinde Gavorrano.

## Lage
Der Park umfasst den Monte Calvo, der mit 468 m die höchste Erhebung des Gemeindegebietes ist, sowie die benachbarten Hügel.
Zum Gelände gehören:
- das 1984 stillgelegte Pyrit-Bergwerk der Firma Montecatini, das eines der größten seiner Art in Europa war (als Schau-Bergwerk mit Führung teilweise zugänglich gemacht),
- zwei Schächte mit Fördertürmen (frei zugänglich),
- ein Kalksteinbruch (der so genannte Felsenpark), frei zugänglich,
- ein zweites Bergwerk im Ortsteil (frazione) Ravi, einst betrieben von der Firma Carlo Marchi & Co., über 150 km Stollenlänge mit dem Bergwerk von Gavorrano verbunden, sowie
- markierte Wanderwege.

## Geschichte
1991 hat die Gemeinde Gavorrano mit der Entwicklungsphase des Projektes begonnen, die Vergangenheit Gavorranos als Kernregion des italienischen Bergbaus für die Nachwelt zu dokumentieren. Unter Leitung des Professors Alberto Magnaghi von der Universität Florenz wurde ein Teil der verlassenen Stollen restauriert.
1999 wurde der Felsenpark fertiggestellt und einige Stollen des Nachbarbergwerks Ravi zugänglich gemacht.
Per Erlass des italienischen Umweltministeriums vom 28. Februar 2002 wurde das Projekt in das Gesamtkonzept des Nationalparks  Parco Tecnologico ed archeologico delle Colline Metallifere eingegliedert.
Die Eröffnung des Bergwerkparks fand am 19. Juli 2003 statt.

## Die Anlagen

### Schau-Bergwerk
Der Rundgang im Bergbaumuseum beginnt an einem Modell der Anlage, anhand dessen die Geschichte des 1898 gegründeten Pyrit-Bergwerks erläutert wird, in dem bis zu seiner Schließung ca. 27 Mio. Tonnen des Gesteins abgebaut wurden. 30 % des gewonnenen Pyrits wurden zur Herstellung von Schwefelsäure in Scarlino verwendet.
Die komplette Stollenanlage umfasst 11 Ebenen bei einem Höhenunterschied von insgesamt 568 m.
Die Besucher werden unter dem Klang der Sirene in den Stollen geleitet und erleben auf ca. 200 m Rundgang eine rekonstruierte „Arbeitsschicht“. Gearbeitet wurde rund um die Uhr in 3 Schichten à 8 Stunden mit je 300 Mann:
Vorgeführte 7 Arbeitsschritte:

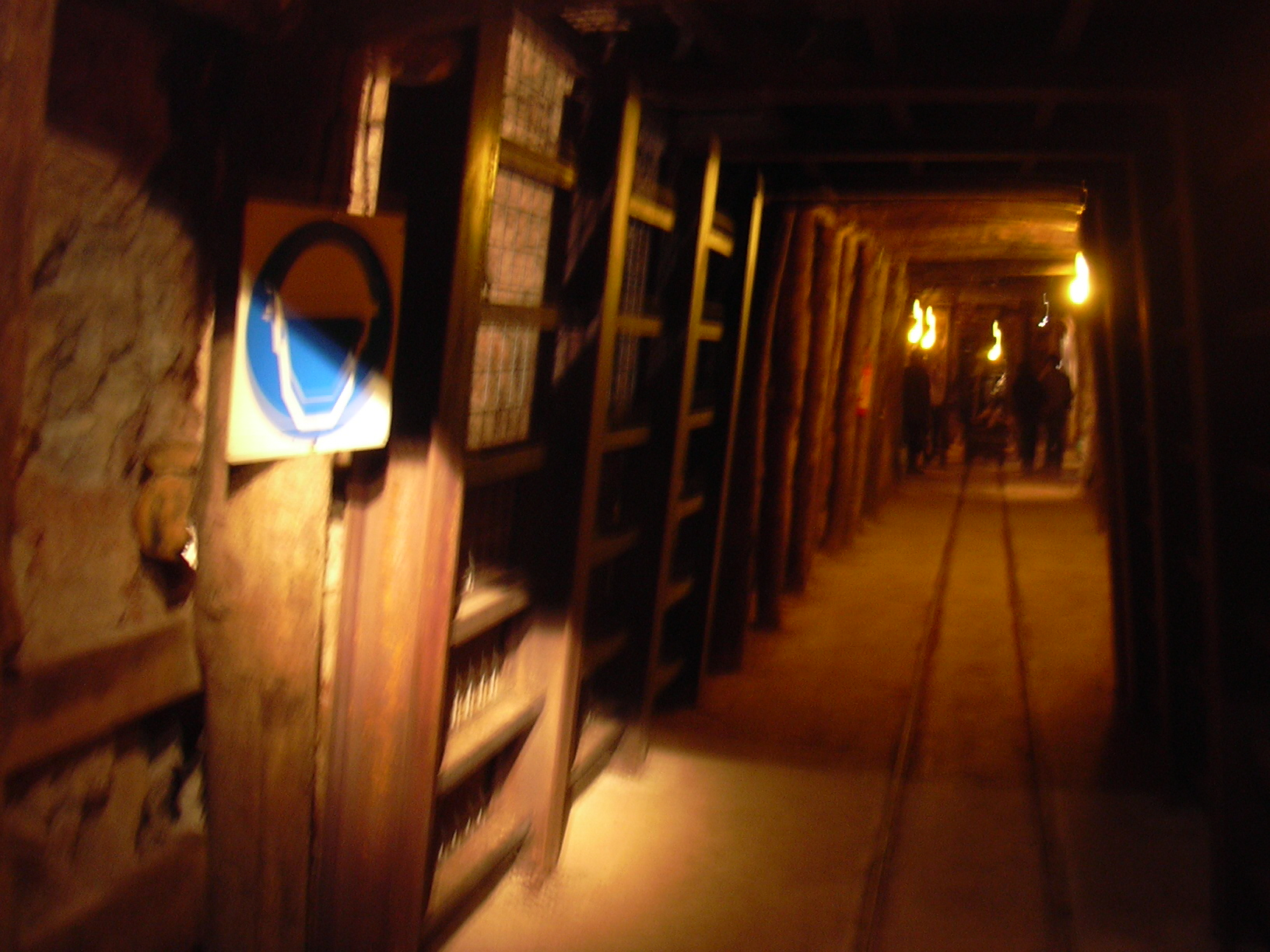
Holzverkleidungen im Stollen (Stützfunktion)

- Einfahrt ins Bergwerk mit „Käfigen“
- Probebohrungen; Ausstellung von Skalpellen für hartes und weiches Gestein
- Erklärung von Abbautechniken: Zugang zum Flöz, Graben von Stollen, Abbauen des Gesteins
- Auffüllen erschöpfter Stollen mit Kalkstein, der im benachbarten Steinbruch gewonnen wurde
- Sprengung des Felses: Der Sprengstoff wurde in vorher dafür gebohrten Sprenglöchern platziert. In den 20er Jahren wurden im Werk dafür die ersten Presslufthämmer eingesetzt (Modelle sind ausgestellt). Vorher musste diese Arbeit von Hand verrichtet werden.
- Stützarbeiten: Seitenwände und Decken wurden mit Holz gestützt, um Einstürze zu verhindern. Trotzdem gab es immer wieder schwere Unfälle im Bergwerk.
- Abräumen des Gesteins mit Schaufel-Ladern auf eine Lore. Dazu werden verschiedene Geräte vorgeführt, die in den 1950er, 1960er und 1970er Jahren im Einsatz waren.

Am Ende des Rundgangs wird noch ein Dokumentarfilm vorgespielt.

### Schächte / Fördertürme

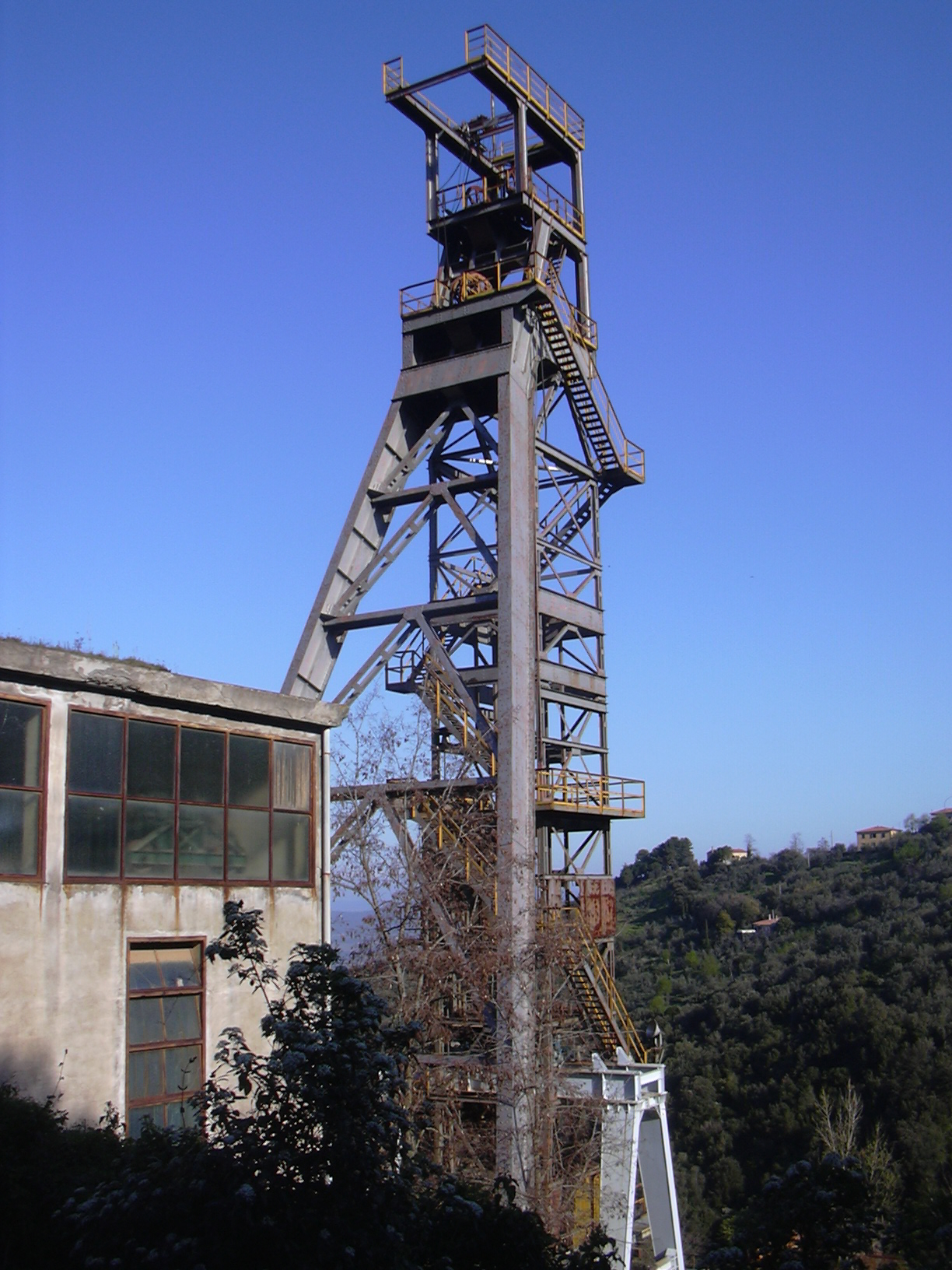
Förderturm Roma-Schacht

- Roma-Schacht: Über diesen ersten, 1914 gebauten Schacht (Eingang an der Oberfläche auf 200 m) wurde früher der gesamte Pyrit gefördert, der unter Tage dann oft schon einen Weg von 10 km zurückgelegt hatte. Er wurde 1915 bis auf eine Höhe von 90 m nach unten getrieben. Der Förderturm aus vertikalen Eisenträgern und Querbalken war bis Mitte der 70er Jahre in Betrieb. Die auffällige, direkt an der Strada Provinciale Nr. 82 vom Ortsteil Bagno di Gavorrano zum Kernort sichtbare Konstruktion avancierte für das Selbstverständnis des Parks zum Wahrzeichen (segno).
- 1938 baute man einen zweiten Schacht unter Tage auf 90 m Höhe (Impero-Schacht), um an noch tiefere Gesteinslagen im Bergwerk heranzukommen. Der bis hierher geförderte Pyrit gelangte dann über einen Verbindungsstollen zur Roma-Schachtbasis, von der aus er an die Oberfläche gefördert wurde. Nach 1937 wurde der Schacht Stück für Stück nach oben getrieben, bis er bei 240 m die Oberfläche (heutiger Schachteingang) erreichte. Neben dem Schachteingang liegen die Umkleideräume (Kauen) für die Bergleute (1962 gebaut).

### Felsen-Park

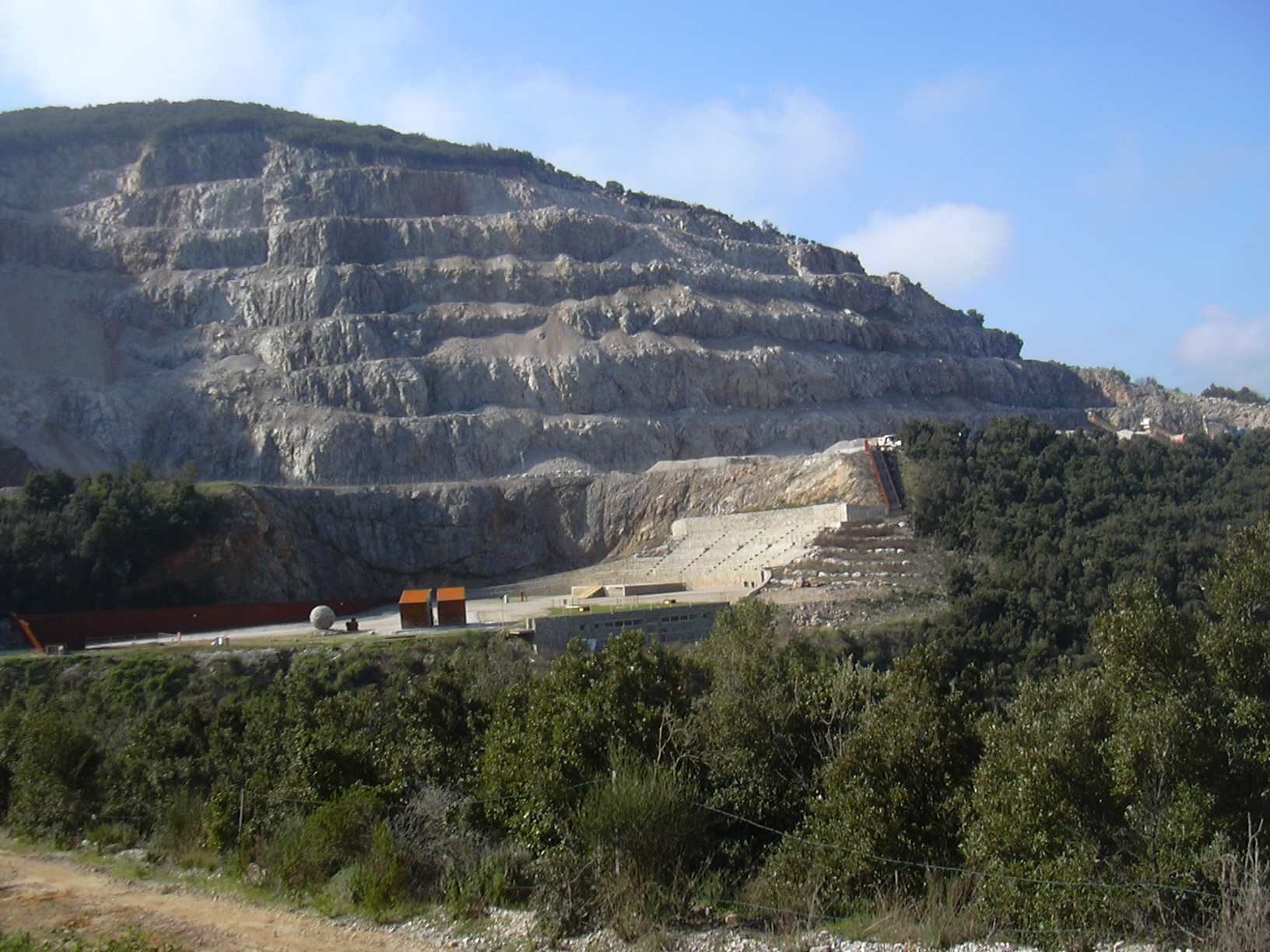
Kalksteinbruch und Felsenbühne

Im sich gegenüber dem Bergwerkseingang erstreckenden Kalksteinbruch wurde das Füll-Material abgebaut, das in die ausgebeuteten Pyrit-Stollen eingelegt werden musste, um das ausgehöhlte Gestein vor dem Einsturz zu bewahren. Mit Schließung des Bergwerks wurde der Steinbruch ebenfalls nicht mehr benötigt und aufgegeben.
Heute ist diese Anlage touristisch zu einer neuen ästhetischen Funktion aufbereitet. Skulpturen und Installationen zeitgenössischer Künstler (Paolo Gobec, Christian Streng, Leonardo Cambri) säumen den Pfad zur Felsenbühne in Form eines griechischen Theaters (2003 angelegt) mit 600 Sitzplätzen auf den Stufen und weiteren 800 Stehplätzen. Hier finden im Sommer Theateraufführungen, musikalische Darbietungen, Tanzveranstaltungen, Konzerte und Kunstausstellungen statt.
Das einschiffige Oratorium San Rocco, mutmaßlich Ende des 18. Jahrhunderts errichtet, ist dem Pest-Heiligen Rochus von Montpellier geweiht, der zugleich Patron der Grubenarbeiter ist. Die kleine Kirche war Gebetsraum für die Bergarbeiter-Familien. Traditionell fand bis 1956 (und findet seit 2004 erneut) zum Patronatsfest (16. August) eine Prozession von der Kirche San Giuliano im Kernort bis hierher statt. Die ursprüngliche Freskierung ging bis auf einen kleinen Rest hinter dem Altar verloren. Nach der Restaurierung 1999–2000 wurden die Wandmalereien von Alain Cancilleri neu gestaltet.

### Wanderwege
Wanderwege
- zu den ältesten, noch von Garibaldis Mitstreiter Francesco Alberti Ende des 19. Jahrhunderts angelegten Stollen,
- zur Alten Quelle (fonte vecchia, zwischenzeitlich ausgetrocknet),
- rund um den Monte Calvo,
- nach Ravi
- zum Gut Pozzuoli mit großen Korkeichen

führen durch eine intakte Natur mit Trockenwiesen und charakteristischer Macchia-Vegetation. Mit etwas Glück können Wanderer Wildschwein, Stachelschwein, Dachs, Wildkatze und Steinmarder entdecken. Das Selbstverständnis des Parks liegt, wie es sein Name auch aussagt, in einer harmonischen Symbiose von Bergwerksmuseum und Naturpark. Denn gerade die seit den 80er Jahren vom Menschen aufgegebenen Areale, die mehr als 20 Jahre sich selbst überlassen waren, habe sich die Natur „zurückerobert“ (ricuperato).

## Weblink
- https://www.parcominerario.it/